# Zhidoi
Zhidoi  (chữ Tạng: འབྲི་སྟོད་རྫོང་; Wylie: 'bri stod rdzong; ZWPY: Zhidoi Zong; tiếng Trung: 治多县; bính âm: Zhìduō Xiàn, Hán Việt: Trì Đa huyện) là một huyện thuộc Châu tự trị dân tộc Tạng Gyêgu (Ngọc Thụ), tỉnh Thanh Hải, Trung Quốc.

### Trấn
- Gia Cát Bác Lạc Cách (加吉博洛格镇)

### Hương
- Đa Thái (多采乡)
- Lạp Tân (立新乡)
- Tác Gia (索加乡)
- Trát Hà (扎河乡)
- Trị Khúc (治曲乡)